# Савиньяк-де-Нонтрон
Савинья́к-де-Нонтро́н (фр. Savignac-de-Nontron) — коммуна во Франции, находится в регионе Аквитания. Департамент — Дордонь. Входит в состав кантона Ле-Перигор-вер-нонтронне. Округ коммуны — Нонтрон.
Код INSEE коммуны — 24525.

## География

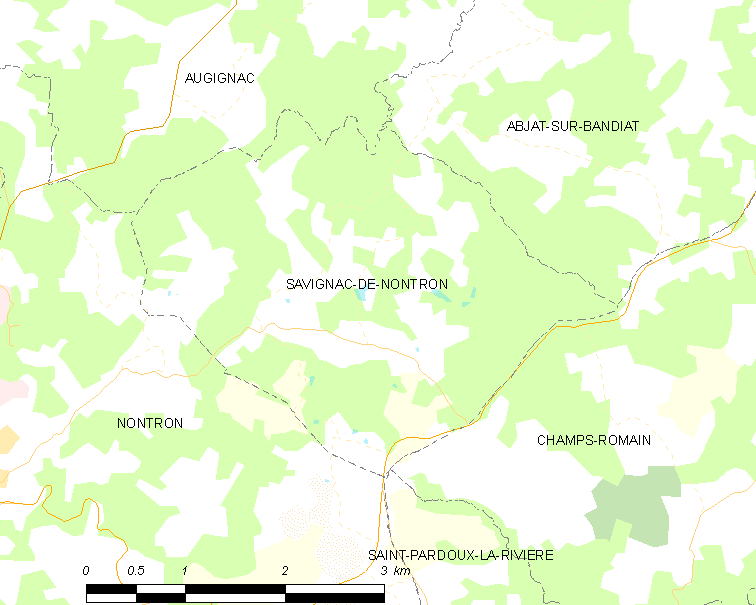
Карта коммуны

Коммуна расположена приблизительно в 390 км к югу от Парижа, в 130 км северо-восточнее Бордо, в 40 км к северу от Перигё.
По территории коммуны протекает река Бандья.

### Климат
Климат умеренный океанический со средним уровнем осадков, которые выпадают преимущественно зимой. Лето здесь долгое и тёплое, однако также довольно влажное, здесь не бывает регулярных периодов летней засухи. Средняя температура января — 5 °C, июля — 18 °C. Изредка вследствие стечения неблагоприятных погодных условий может наблюдаться непродолжительная засуха или случаются поздние заморозки. Климат меняется очень часто, как в течение сезона, так и год от года.

## Население
Население коммуны на 2010 год составляло 195 человек.
| 1962 | 1968 | 1975 | 1982 | 1990 | 1999 | 2010 |
| ---- | ---- | ---- | ---- | ---- | ---- | ---- |
| 242  | 205  | 191  | 174  | 189  | 187  | 195  |

## Администрация
| Период | Период | Фамилия        | Партия       | Примечания |
| ------ | ------ | -------------- | ------------ | ---------- |
| 1983   | 2008   | Фернан Гардийу |              |            |
| 2008   | 2014   | Бернар Мартен  | беспартийный |            |
| 2014   | 2020   | Рене Гардийу   |              |            |

## Экономика
В 2010 году среди 128 человек трудоспособного возраста (15-64 лет) 95 были экономически активными, 33 — неактивными (показатель активности — 74,2 %, в 1999 году было 69,4 %). Из 95 активных жителей работали 88 человек (53 мужчины и 35 женщин), безработных было 7 (3 мужчин и 4 женщины). Среди 33 неактивных 6 человек были учениками или студентами, 20 — пенсионерами, 7 были неактивными по другим причинам.

## Фотогалерея

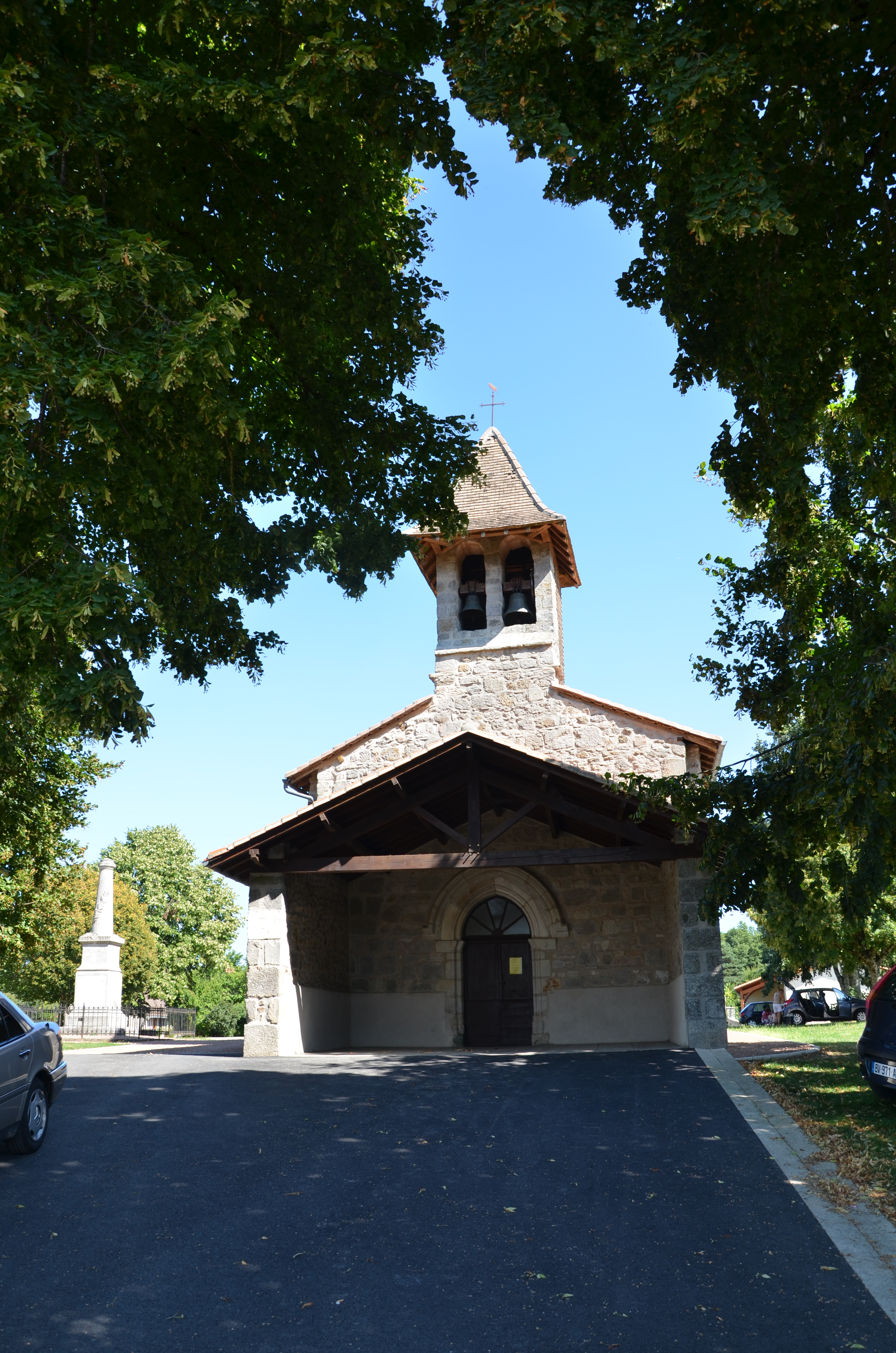
Церковь Св. Петра в оковах
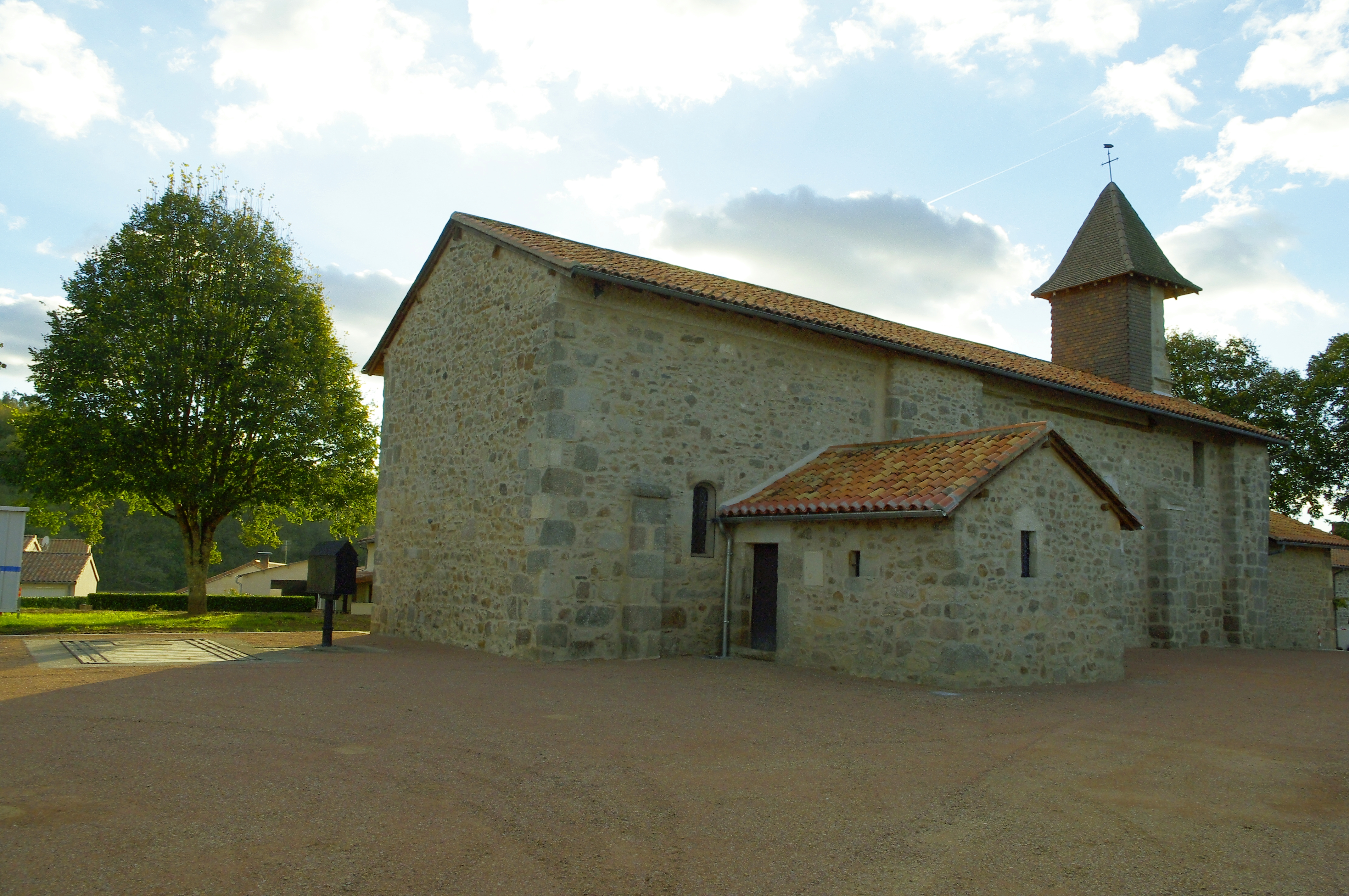
Церковь Св. Петра в оковах
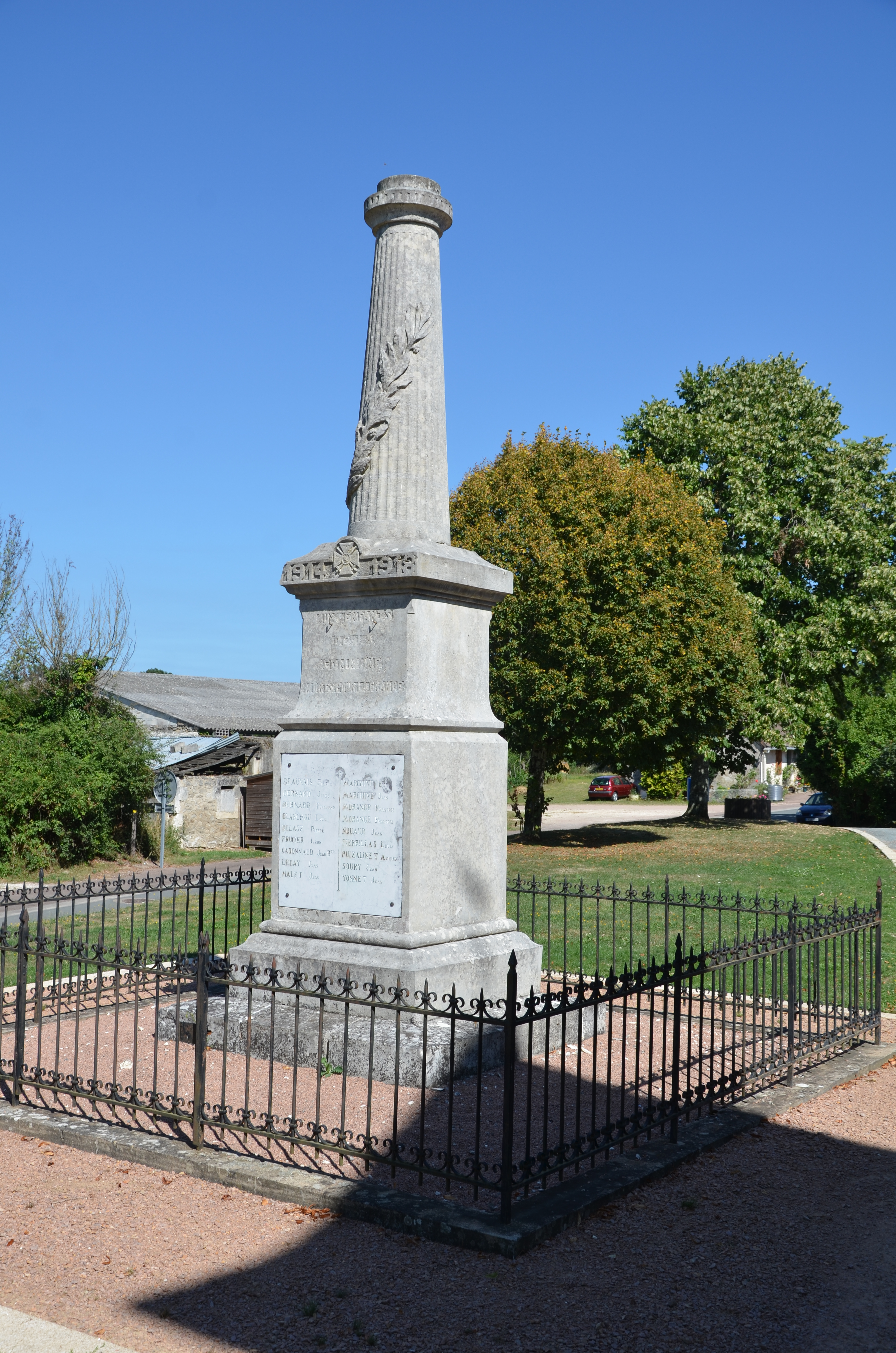
Военный мемориал
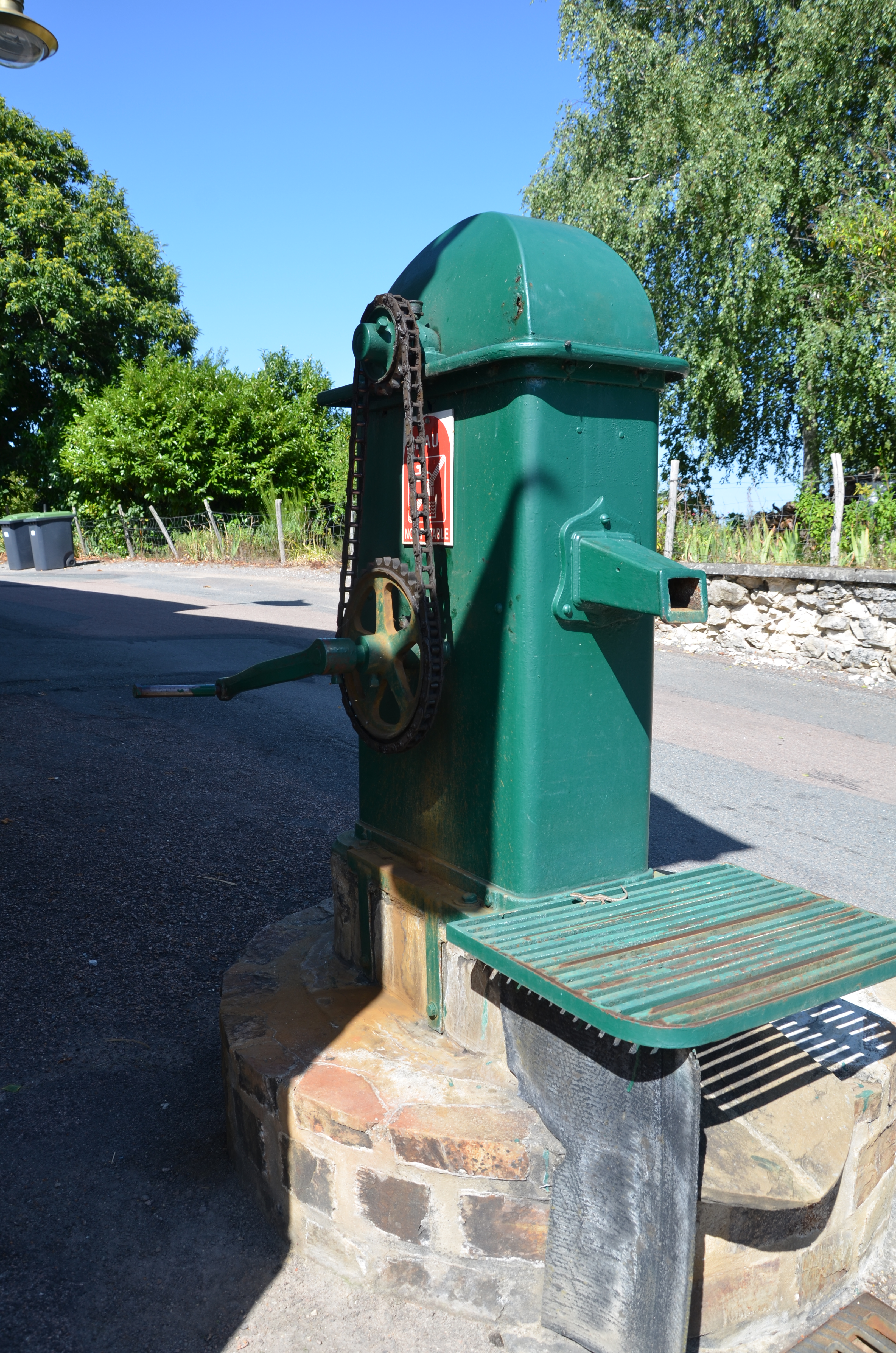
Водяная колонка
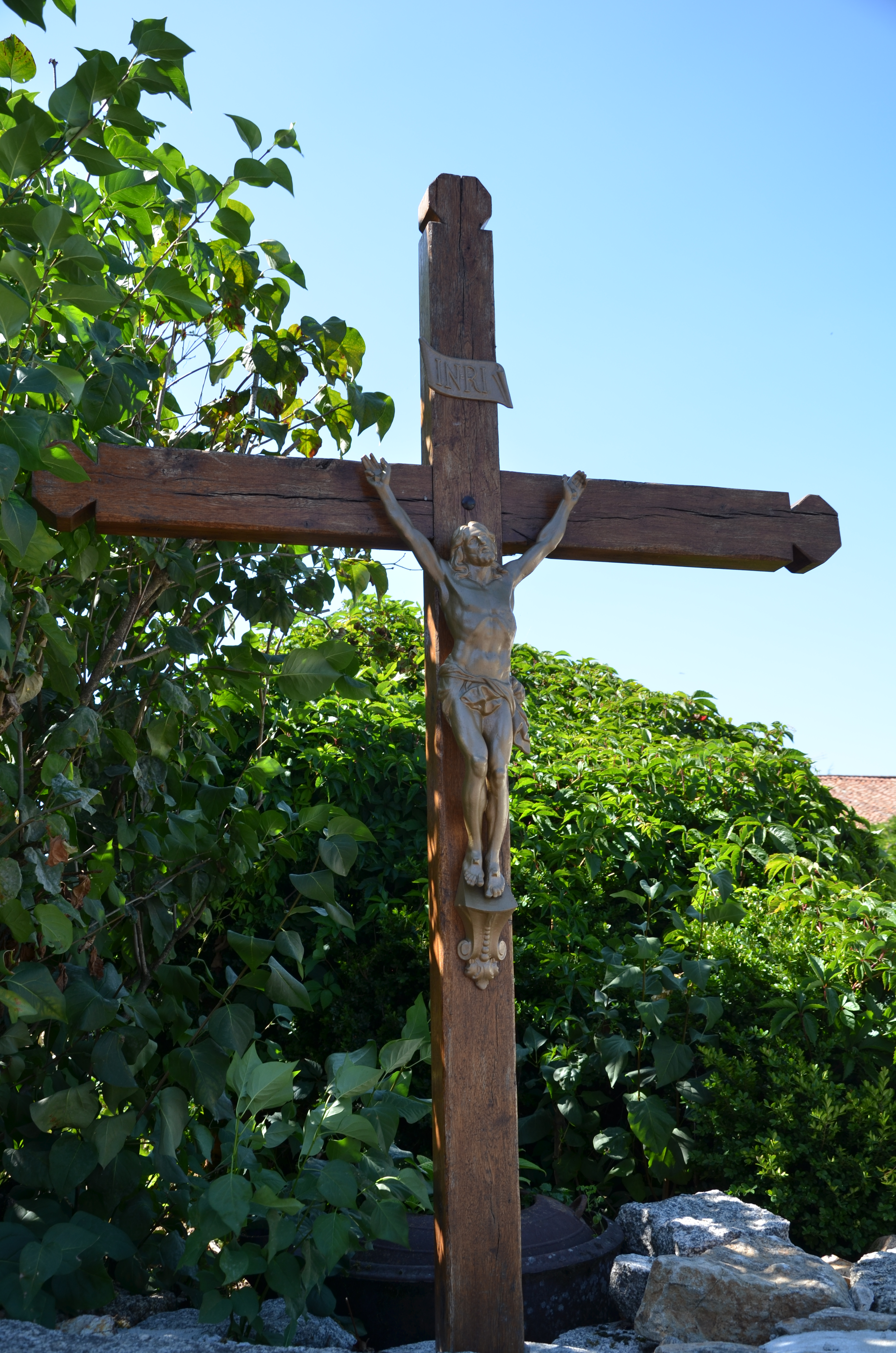
Придорожное распятие